# Saiyong Cuo
Saiyong Cuo (kinesiska: 赛永错) är en sjö i Kina. Den ligger i provinsen Qinghai, i den nordvästra delen av landet, omkring 630 kilometer sydväst om provinshuvudstaden Xining. Saiyong Cuo ligger 4 584 meter över havet. Arean är 5,8 kvadratkilometer. Trakten runt Saiyong Cuo består i huvudsak av gräsmarker. Den sträcker sig 3,1 kilometer i nord-sydlig riktning, och 2,6 kilometer i öst-västlig riktning.
Genomsnittlig årsnederbörd är 703 millimeter. Den regnigaste månaden är juli, med i genomsnitt 154 mm nederbörd, och den torraste är november, med 3 mm nederbörd.